# 亞特維亞吉 (莫斯季斯卡區)
49°39′25″N 23°13′5″E / 49.65694°N 23.21806°E
亞特維亞吉（烏克蘭語：Ятвяги），是烏克蘭西部的村莊，隸屬利維夫州的亞沃里夫區。該村處於博洛特納河畔，始建於1448年，面積0.84平方公里，海拔高度282米，2001年人口301。